# Campylopus alienus
Campylopus alienus är en bladmossart som beskrevs av Dixon in Christophersen 1960. Campylopus alienus ingår i släktet nervmossor, och familjen Dicranaceae. Inga underarter finns listade i Catalogue of Life.